# Jonas Kjellberg (1752–1832)
Jonas Kjellberg, född 22 oktober 1752 på Kvarngården i Husaby socken vid Kinnekulle, död 14 april 1832 på godset Storeberg i Tådene socken i Skaraborgs län, var en svensk, djupt religiös handlande, donator och riksdagsman i Göteborg. Han var grundare av stiftelsen Kjellbergska flickskolan (1835) samt handelsfirman Jonas Kjellberg & Co (1779).

## Biografi

### Ungdom
Efter sin fars död fick Kjellberg en viss undervisning i hemmet och senare i Skara skola, vilken avbröts då även hans mor gick bort. Vid 10 års ålder hade han mist båda sina föräldrar. Han omhändertogs då av sina släktingar som dock ej brydde sig om pojkens behov av lärande. Vid tolv års ålder fick han sin första uppenbarelse, då han under en gudstjänst i Thuns kyrka upplevde "ett så kraftigt och ljufligt besök af den förekommande nåden, att han kunde däraf göra sig ett begrepp om Guds verk i själen."
När han var närmare femton år inackorderade han sig på egen hand hos en bonde i trakten, med avtalad kost och logi samt började på den privata Thuns skola och fick strax därefter arbete som assistent på häradsskrivarekontoret. År 1770 reste han till Göteborg till fots. Väl i Göteborg kom han i kontakt med fattighuspredikanten Johan Willin, som introducerade honom för en av herrnhutarnas beskyddare, grosshandlare Gustaf Santesson, som bedrev en omfattande handels- och skeppsrederirörelse. Hos honom fick han anställning.

### Jonas Kjellberg i Göteborg
Vid denna tidpunkt hade han haft ett antal, mycket kraftiga uppenbarelser, vilket präglade honom under resten av hans liv. Tillsammans med handelsman Lars Hollbeck startade han ett handelsbolag 1775, Hollbeck & Kjellberg. Efter kompanjonens död 1779 fortsatte Kjellberg med verksamheten under eget namn och fick burskap samma år. År 1779 blev han invald i Handelssocieteten i Göteborg och dess ordförande 1806. Vid Hollbecks bortgång 1783 drev han firman i eget namn. Redan 1780 hade han utsetts till en av Borgeskapets äldste och 1785–1800 var han föreståndare för stadens fattighus. Tillsammans med William Chalmers och Pehr Dubb verkade han för upprättandet av den så kallade Fattigförsörjningen. 1790 gjorde han regeringen en tjänst och blev då erbjuden kommerseråds heder och värdighet, men skrev det ödmjukaste afsägelsebrev, eftersom han ansåg en sådan titel vara bara fåfänga. Kjellberg representerade Borgarståndet i Göteborg vid riksdagen i Norrköpings riksdag år 1800.

### Jonas Kjellberg flyttar till Storeberg
I början av 1800-talet tröttnade han på stadslivet, och köpte 1808 av direktören i Svenska ostindiska kompaniet, Per Theodor König, egendomen Storeberg i Tådene socken i Lidköpingstrakten där han främst tillbringade somrarna och bosatte sig permanent 1813 sedan hans hus i Göteborg brunnit ner i en eldsvåda. Formellt utflyttade han till Tådene först 23 februari 1820.
Jonas Kjellberg bildade 1808 ett handelsbolag med handlanden och kusinen Aron Kjellberg (1769–1826) samt den mångårige medarbetare Johan Stangenett, under namnet Jonas Kjellberg & Co. I det nya bolaget ingick salterierna vid Majnabbe, Skutholmen och Brömsedammen samt den tredjedel av trankokeriet Lunnervik, som han ägde. Först efter denna affär kunde han köpa Storeberg.
Kjellberg var aktiv i flera styrelser och sällskap, exempelvis Göteborgs och Mariestads hushållningssällskap, Kungliga Vetenskaps- och Vitterhetssamhället i Göteborg samt i Göteborgs och Stockholms bibelsällskap. År 1806 valdes han till ordförande i Göteborgs Handelssocietet, men avböjde på grund av "svag helsa och hindrande enskilda angelägenheter". 
Kjellberg blev 1792 ägare till egendomen Majnabbe i Majorna under den stora sillperioden i slutet av 1700-talet. Det var intressenterna till varvet Kusten som sålde. År 1815 köpte firma J. A. & C. F. Kjellberg hörnfastigheten Östra Hamngatan 19/Postgatan 20 efter John Hall d.y.s konkurs 1807, och huset kallades därefter för Kjellbergska huset. Det påbyggdes mot Östra Hamngatan till tre våningar 1863. På 1880-talet styckades tomten och den östra delen behölls inom familjen till 1920-talet.

## Eftermäle
Kjellbergsgatan i stadsdelen Johanneberg i Göteborg är uppkallad efter Jonas Kjellberg samt övrig släkt. Jonas Kjellbergs största donation avsåg grundandet av en skola för kvinnlig ungdom, sedermera den Kjellbergska flickskolan. Grunden lades genom det gåvobrev, som Kjellberg undertecknade på sin sjuttiofemårsdag (22 oktober 1826) till minne av sin hustru Maria Elisabeth Flygare.

## Donationerna
- Söndagsskolan (för handtverkare) (1816), med 5 000 kronor till lärarnas löner.
- Prästkandidaternas understöd (1825), med 1 500 kronor.
- Kjellbergska flickskolan (1826), med 50 000 kronor till grundandet av en flickskola. Skolan inrättades 1832 och invigdes 1835.[8]

## Familj
Jonas Kjellberg var son till kronolänsman Jonas Svensson Kjellberg (1722–1760) och Elsa Ebba, född Mellin (1727–1763). Han gifte sig 5 september 1779 i Göteborg med Maria Elisabeth Flygare (1759–1819), dotter till superkargören Johan Paul Flygare (1720–1784) och Margaretha, född Bolm (1725–1778). Äktenskapet blev barnlöst.
Jonas Kjellberg var bror till handlande Sven Roland Kjellberg (1756–1800), vilken blev hans kompanjon i handelsfirman 1786.